# Ian Bennett
Ian Michael Bennett (ur. 10 października 1971 w Worksop w Anglii). Obecnie jest bramkarzem klubu Huddersfield Town. Na koszulce ma numer 13. W Huddersfield gra od roku 2010. Do tej pory jest pierwszym bramkarzem drużyny Football Championship. Wcześniej grał między innymi w: Newcastle United, Peterborough, Birmingham, Leeds United, Sheffield United. Był także wypożyczany do Coventry i Sheffield.

## Kariera
Bennett rozpoczął swoją karierę w Queens Park Rangers w 1988 roku. W marcu tego samego roku podpisał swój profesjonalny kontrakt z Newcastle. Nie wystąpił w żadnym z meczów. W roku 1991 Bennett podpisał kontrakt z Peterborough.

### Peterborough
Po podpisaniu kontraktu bramkarz stał się podstawowym bramkarzem drużyny i wystąpił w niej 89 razy, z czego 72 w lidze. Po dwóch sezonach w First Division przeniósł się do Birmingham City za kwotę 325 000 euro, było to w grudniu 1993 roku.

### Birmingham City
Bennett stał się pierwszym bramkarzem Birmingham. W sezonie 1994/1995 cały czas bronił w Division Two, wygrywając te rozgrywki. W ciągu następnych pięciu lat z powodu kontuzji stracił miejsce w pierwszym składzie na rzecz Kevina Poole'a we wrześniu 1998 roku. Jednak Poole również doznał kontuzji, umożliwiając Bennettowi powrót do drużyny. W roku 2001 dotarł do finału rozgrywek Football League Cup Final i przegrał z Liverpoolem. W lecie 2000 roku do drużyny dołączył Nico Vaesen, a trzy lata później Maik Taylor, sprawiły, że Bennett nie grał już tak często. W sezonie 2003/4 Bennett rozegrał swój 350 mecz w barwach Birmingham. Pod koniec 2004 roku został wypożyczony do Sheffield United. Po tym roku został wypożyczony do Coventry City. W dniu 17 czerwca 2005 roku Bennett po 12 latach pracy w Birmingham, został przeniesiony do Leeds United.

### Leeds United
Po przejściu do Leeds Ian Bennett zasiadł na ławce rezerwowych, ponieważ pierwszym bramkarzem drużyny był Neil Sulivan. W sezonie 2005/6 rozegrał 4 mecze ligowe. W klubie grał także w meczach towarzyskich. W lipcu 2006 roku podpisał kontrakt z Sheffield na 2 lata. Wygonił ze składu Paddy'ego Kennyego. Bennett spisywał się bardzo dobrze. Jego kontrakt wygasł w 2007 roku, ale sam bramkarz podpisał nowy kontrakt na 1 rok. W następnym sezonie rozegrał tylko 2 mecze ligowe.

### Huddersfield Town
W dniu 17 czerwca 2010 roku, po przyjściu z Sheffield United podpisał kontrakt z Huddersfield Town. Zadebiutował w 2 rundzie pucharu Anglii przeciwko Evertonowi. Jego pierwszy mecz w lidze miał miejsce 5 października 2010 roku, przeciwko Peterborough United. 4 dni później rozegrał 2 mecz z Colchester United wygrany 3-0. Bramkarz grał częściej niż się spodziewano. W dniu 18 lipca 2011 roku w rzutach karnych przeciwko Huddersfield Bournemouth obronił 2 karne. W sezonie 2011/12 obronił 2 rzuty karne w zremisowanym meczu z Scunthorpe United 2-2. 3 lipca 2012 roku podpisał 2 letni kontrakt, a to oznacza, że karierę w Huddersfield zakończy w wieku 42 lat.

## Sukcesy w klubach
- Football League One wygrana play off 2011/12